# Sh2-188
Sh2-188  ist ein planetarischer Nebel im Sternbild Kassiopeia, der ungefähr 3.100 Lichtjahre von der Erde entfernt ist.